# Gweru

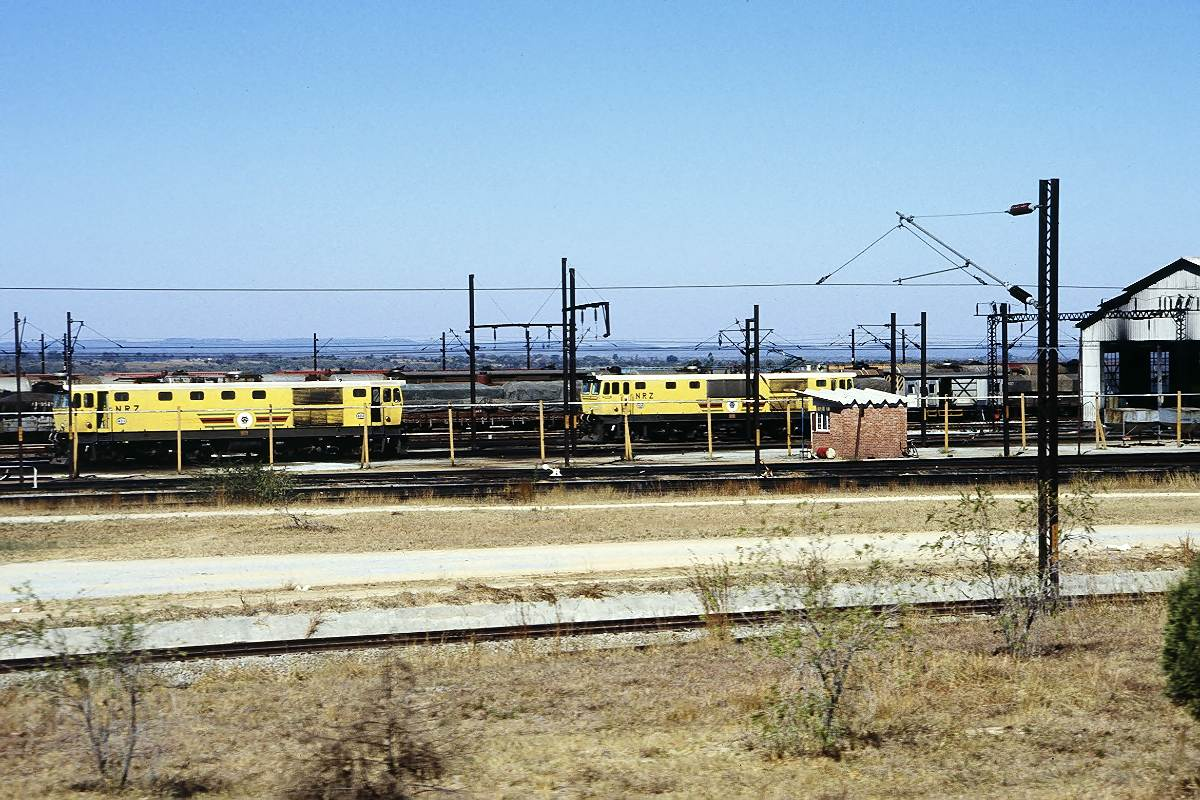
Lokomotywownia w Gweru

Gweru (do 1982 Gwelo) – miasto w środkowym Zimbabwe, ośrodek administracyjny prowincji Midlands. Według danych ze spisu ludności w 2012 roku liczyło 157 865 mieszkańców.